# Tiit Vähi
Tiit Vähi   (Valga, 10 de gener de 1947) és un polític d'Estònia, primer ministre d'Estònia des de 1995 fins al 1997, i Primer Ministre en funcions durant diversos mesos de 1992 sota el govern de transició.

## Biografia
Nascut a Valga, Estònia, Vähi es va graduar a la Universitat Tècnica de Tallinn amb un títol en Enginyeria. Des del moment de la seva graduació fins al 1992, es va ocupar diversos llocs en la gestió de la companyia de camions de Valga.
Durant el moviment d'independència nacional estonià, Vähi va ser un dels organitzadors del Front Popular d'Estònia, i va representar-lo a la comissió regional en el Comtat de Valga. El 1989, va ser nomenat Ministre de Transports i Comunicacions, càrrec que va ocupar fins al gener de 1992. Durant el seu mandat com a ministre de Transport, va forjar estrets llaços amb els Ministeris de Transport dels països nòrdics i va millorar les relacions amb els altres dos estats bàltics sobre qüestions relacionades amb el transport. Ell va ser l'encarregat de transferir el control dels aeroports d'Estònia, els ferrocarrils i els ports de mar, del control de Moscou a les autoritats estonianes.
Poc després de la recuperació de la independència d'Estònia el 1991, Vähi va ser nomenat representant especial del Govern per al nord-est d'Estònia, una regió habitada per una majoria de russos ètnics.
El 30 de gener de 1992, Vähi va convertir-se en el segon primer ministre d'Estònia de l'era post-soviètica, succeint a Edgar Savisaar. Durant aquest primer període com a Primer Ministre, es va embarcar en un vast programa per transformar l'economia del país que va passar de ser una economia centralitzada a una economia de mercat més lliure. El juny de 1992, el seu govern també va introduir la moneda d'Estònia, la kroon. També va fundar l'Agència de Privatització d'Estònia, que es van llançar a la privatització dels actius de propietat estatal al sector privat.
Tal com es va acordar quan va assumir el lloc de primer ministre en el govern de transició, Vähi no va presentar-se en les eleccions parlamentàries del 20 de setembre de 1992.
El 1993, va ser elegit President del Partit de la Coalició Estoniana. Les eleccions parlamentàries de març de 1995 van donar la victòria a la coalició KMÜ, que va inclou el Partit de la Coalició Estoniana i Unió del Poble Estonià. Com a líder del Partit de la Coalició Estoniana, Vähi va rebre la proposta pel president Lennart Meri per formar govern. Nomenat primer ministre per segona vegada en la seva carrera, va formar un govern de coalició del KMÜ i el Partit del Centre Estonià, que va prestar jurament el 17 d'abril de 1995.
El seu segon mandat com a Primer Ministre va estar ple d'entrebancs. L'11 d'octubre de 1995 diversos ministres van renunciar al gabinet, fent que el Partit de Centre Estonià es retirés de la coalició de govern. El 7 de novembre de 1995, Vähi va reformar el govern, aquesta vegada amb l'ajuda del Partit Reformista Estonià. Aquesta col·laboració va durar menys d'un any, ja que, el 20 de novembre de 1996, sis ministres, entre ells el llavors ministre de Relacions Exteriors Siim Kallas, van deixar el govern, provocant així el final de la col·laboració entre el Partit de la Coalició i el Partit Reformista. L'1 de desembre de 1996, una vegada més Vähi va reformar el govern, però, aquesta vegada només va utilitzar membres del seu propi partit, reduint enormement la seva capacitat del govern. El 7 de febrer de 1997, va sobreviure a un Vähi a un vot de censura, que va superar per 46 a 45. La sensació de pressió des de dins del seu propi partit, va fer que renunciés el 25 de febrer de 1997. Tres dies després, el 27 de febrer, el president Lennart Meri va nomenar Mart Siimann com a nou Primer Ministre. El 2001, el Partit de la Coalició d'Estònia, el partit que Vähi havia ajudat a crear, i que havia presidit el govern d'Estònia des de 1995 fins a 1999, es va dissoldre.